# Asco (vaso)

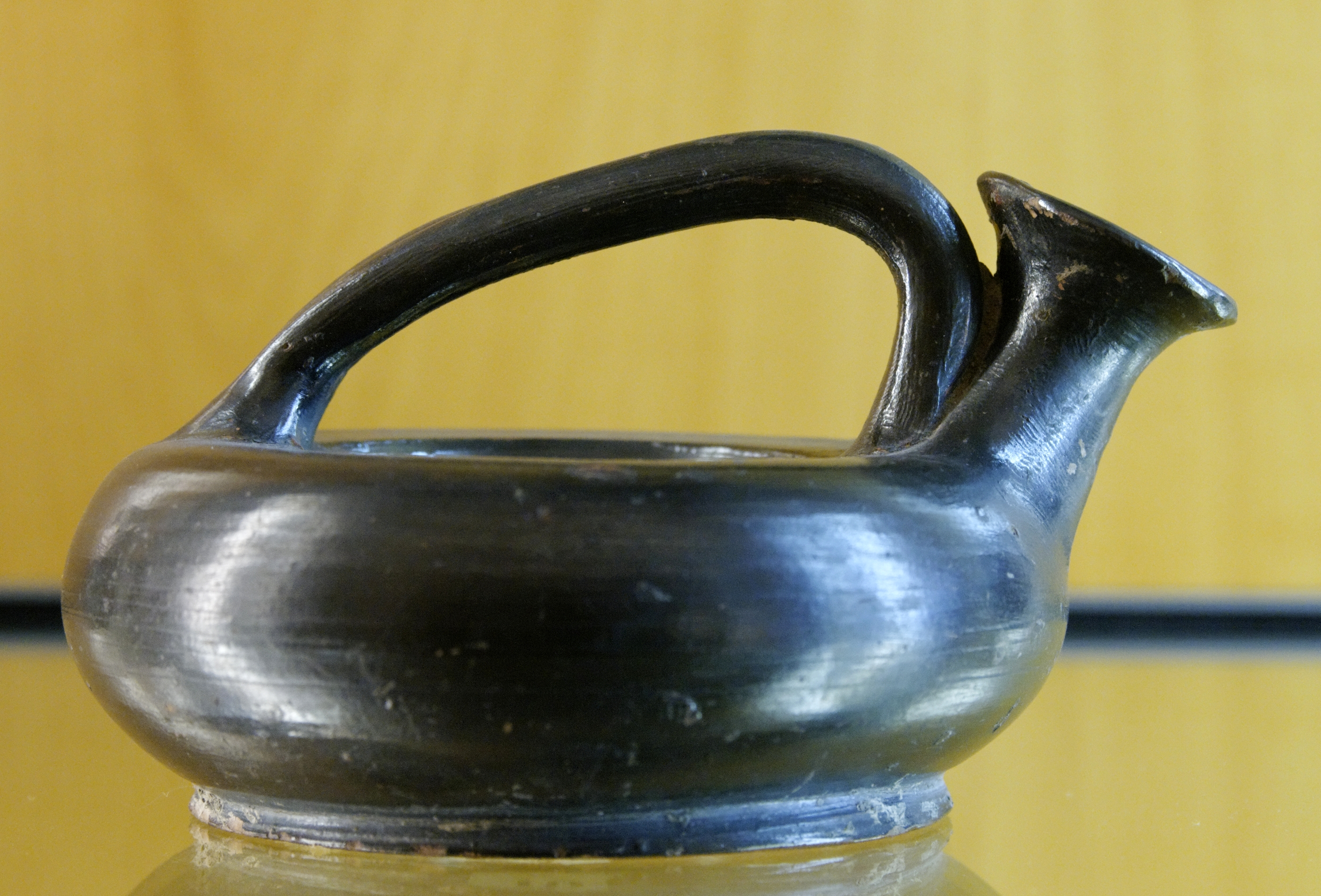
Exemplo de asco grego

Asco (em grego: ἀσκός; romaniz.: askós) era, na Grécia Antiga, um recipiente feito com couro de cabra para transportar vinho (vide odre). Por extensão do sentido a palavra também é utilizada para definir o vaso de cerâmica com quem se assemelhava na forma. Em seu modelo mais comum ele apresenta corpo bojudo, uma alça e bocal estreito.